# Kruto
Kruto (o Cruto) (... – 1093) figlio di Grin o Grinus, è stato un principe di Wagria.
Divenne principe degli obodriti nel 1066.

## Biografia

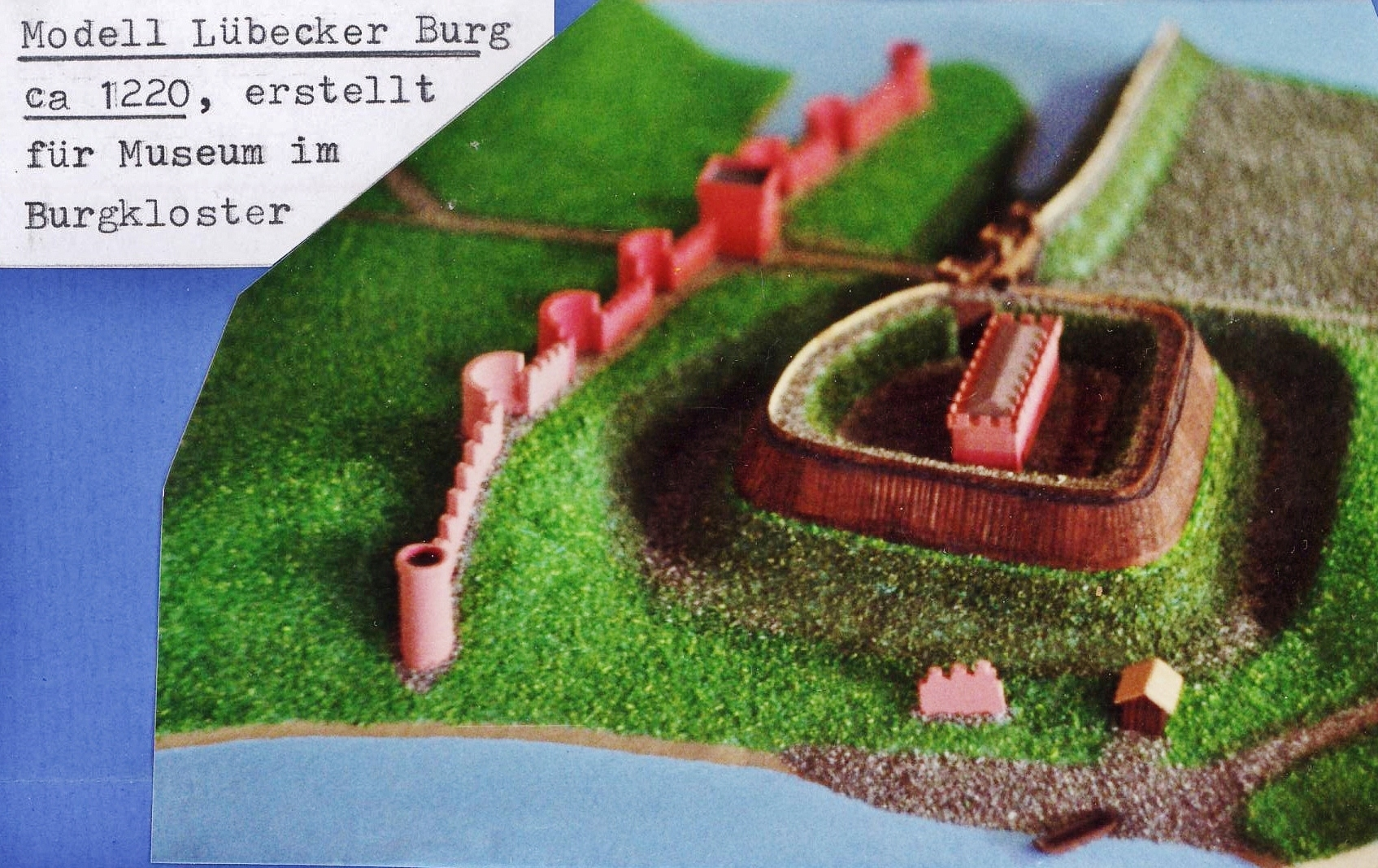
Modellino della fortezza di Buku

Godescalco dei Vendi, un principe obodrite cristiano che sposò la figlia del suo alleato danese Sweyn Estridson, aveva sottomesso gli Obodriti ed alcune tribù luticiane attorno al 1050. Nel 1066 Kruto ebbe successo con una rivolta iniziata dalla nobiltà obodrite e supportata dai Lutici, contro Godescalco ed i suoi duchi di Sassonia Ordulfo e Magnus. Godescalco fu ucciso, ed i suoi figli Budivoj e Enrico furono esiliati in Sassonia e Danimarca. Kruto costruì la sua capitale a partire da una fortezza chiamata Buku, posta sull'isola omonima sulla confluenza dei fiumi Trave e Wochnitz, presso l'attuale Lubecca. 
Tuttavia Butivoj non si diete per vinto e con l'appoggio del duca Ordulfo, venne riconosciuto come principe degli Obodriti, anche se aveva il controllo solo su una parte del loro territorio, presumibilmente la zona del Lago di Schwerin e i dintorni di Wismar. In tal modo si ebbe un periodo di diarchia in cui regnavano due sovrani obodriti, ognuno su una parte di territorio.
Nel 1074 o nel 1075, Budivoj, figlio di Godescalco, con una banda di holsteini inviati da Magnus attaccò la roccaforte di Kruto a Plön, che era stata volutamente lasciata indifesa. Il giorno successivo furono circondati da forze slave, che costrinsero i Sassoni ad arrendersi prima di massacrarli. Budivoj fu ucciso.
Dopo la morte di Budivoj, Kruto divenne il re (chiamato Samtherrscher) di tutta la federazione Obodrita. 
Fino alla sua morte, avvenuta nel 1093, tutta la Nordalbingia, compreso l'Holstein, la Stormarn ed il Ditmarsch erano soggetti al suo controllo. Per decenni Magnus, Eric di Danimarca ed i margravi della Marca del Nord (Udo II, Enrico I e Udo III) tentarono di sottomettere Kruto, ma solo Eric ci andò vicino. 
Il principato di Kruto, comunque, era internamente debole dato che i vassalli slavi, come i Lutici, continuarono ad eleggere i propri capi. Allo stesso modo i cristiani obroditi erano segretamente alleati con i Sassoni, nel tentativo di sconfiggerlo. Ad un banchetto al quale Kruto sperava di uccidere Enrico figlio di Godescalco, suo ospite, Enrico e la moglie di Kruto, Slavina, uccisero invece lui. Subito dopo la sua morte Enrico, principe obrodita cristiano, guidò un esercito misto di Slavi e Sassoni ad una vittoria contro i Venedi nella battaglia di Schmilau, soggiogando i Wagri ed i Lutici.